# Herz-Jesu-Kirche (Schwürbitz)

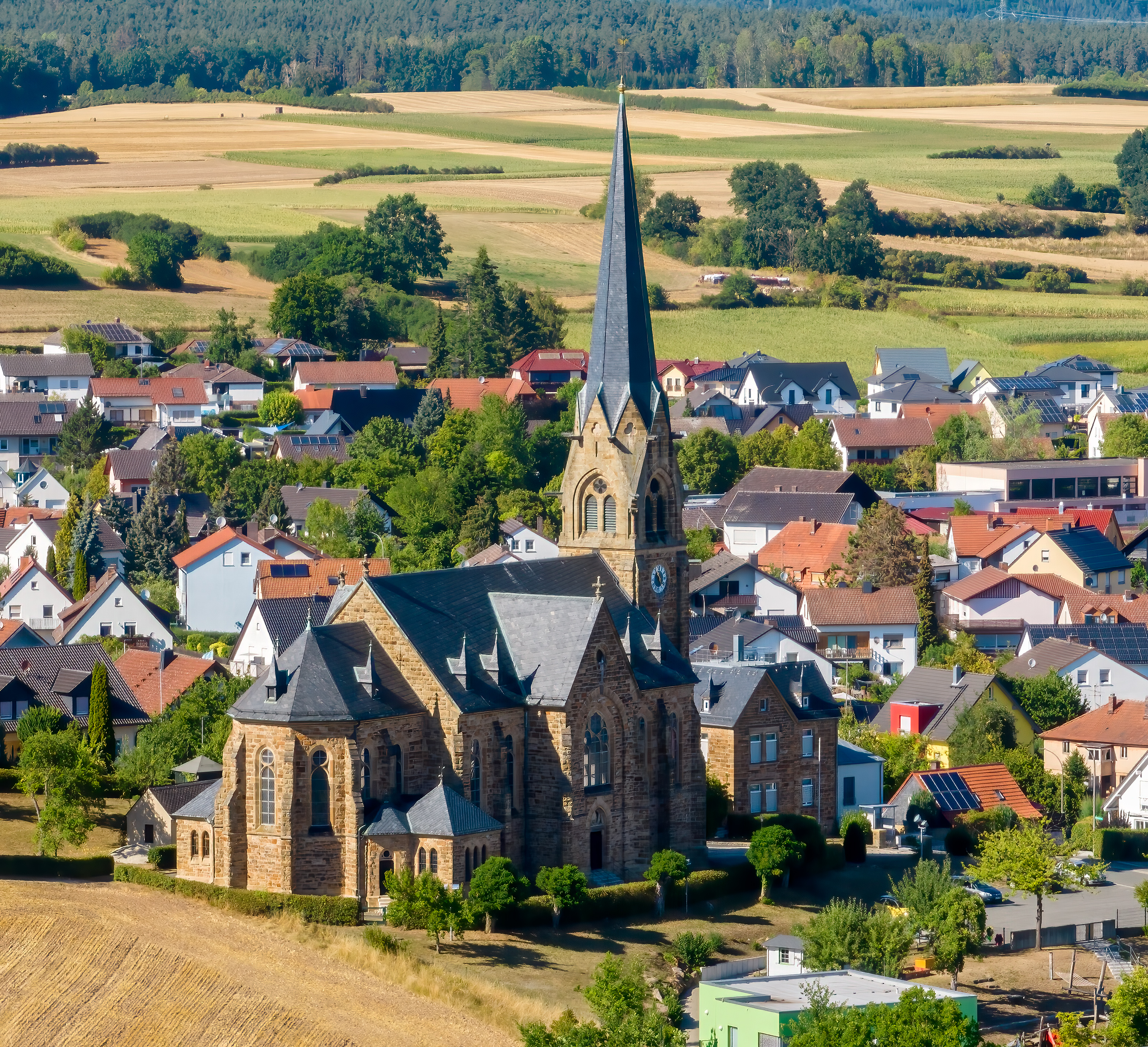
Herz-Jesu-Kirche (Schwürbitz)

Die römisch-katholische, denkmalgeschützte Herz-Jesu-Kirche steht in Schwürbitz, einem Gemeindeteil von Michelau im Landkreis Lichtenfels (Oberfranken, Bayern). Die Kirche wurde 1899 geweiht. Die Pfarrei gehört zum Pfarrbereich Lichtenfels-Obermain im Dekanat Coburg des Erzbistums Bamberg.

## Beschreibung
Am 25. Juli 1898 erfolgte die Grundsteinlegung der neugotischen Kreuzkirche aus Sandsteinquadermauerwerk in exponierter Lage. Der Entwurf stammte vom Bamberger Architekt Gustav Haeberle, die Bauausführung erfolgte durch den Maurermeister Johann Adam Meisel und den Zimmermeister Erhard Porzelt, beide aus Kronach.
Am 2. Oktober 1899 weihte der Bamberger Erzbischof Joseph von Schork das Gotteshaus. Die Saalkirche besteht aus einem Langhaus, das von einem Querschiff gekreuzt wird, einem eingezogenen, dreiseitig geschlossenen Chor im Südwesten, der von Strebepfeilern gestützt wird, und einem 56 Meter hohen Fassadenturm im Nordosten, der mit einem achtseitigen spitzen Helm bedeckt ist. Den Innenraum überspannt eine hölzerne Flachdecke.